# 石峁水库
石峁水库是中国陕西省榆林市境内的一座水库，位于榆溪河上，建于1961年。水库正常库容为400万立方米，集雨面积为142平方千米，海拔为1161.25米。